# Hesperophanes heydeni
Hesperophanes heydeni là một loài bọ cánh cứng trong họ Cerambycidae.